# Majutsaari (ö, lat 61,47, long 25,68)
Majutsaari är en ö i Finland. Den ligger i sjön Päijänne och i kommunen Sysmä i den ekonomiska regionen  Lahtis ekonomiska region  och landskapet Päijänne-Tavastland, i den södra delen av landet, 150 km norr om huvudstaden Helsingfors. Öns area är 8,7 hektar och dess största längd är 490 meter i nord-sydlig riktning.